# Myiarchus yucatanensis
A Myiarchus yucatanensis a madarak osztályának a verébalakúak (Passeriformes) rendjébe, a királygébicsfélék (Tyrannidae) családjába tartozó faj.

## Rendszerezése
A fajt George Newbold Lawrence amerikai üzletember és amatőr ornitológus írta le 1871-ben.

## Alfajai
- Myiarchus yucatanensis lanyoni Parkes & A. R. Phillips, 1967
- Myiarchus yucatanensis navai Parkes, 1982
- Myiarchus yucatanensis yucatanensis Lawrence, 1871[2]

## Előfordulása
A Yucatán-félszigeten, Mexikó, Belize és Guatemala területén honos. Természetes élőhelyei a szubtrópusi és trópusi száraz erdők és síkvidéki esőerdők, valamint másodlagos erdők. Állandó, nem vonuló faj.

## Megjelenése
Testhossza 19 centiméter, testtömege 19-23 gramm.

## Természetvédelmi helyzete
Az elterjedési területe nagyon nagy, egyedszáma ugyan csökken, de még nem éri el a a kritikus szintet. A Természetvédelmi Világszövetség Vörös listáján nem fenyegetett fajként szerepel.